# تشيزري لومبروزو
سيزار لمبروزو (ولد في 6 نوفمبر 1835 وتوفي في 19 أكتوبر 1909)، طبيب إيطالي شهير وعالم جريمة. يرجع له الفضل في نشأة المدارس التكوينية التي أطلق البعض عليها اسم (المدارس الوضعية) في نظريات تفسير السلوك الإجرامي.
رفض لومبروزو وجهة نظر المدرسة الكلاسيكية القائمة التي اعتبرت أن الجريمة سمة مميزة للطبيعة البشرية. انطلاقًا من هذه الفكرة، أكدت نظرية لومبروزو في علم الأنثروبولوجيا الجنائية والتي تأثرت بعلم الفراسة ونظرية الانحطاط والطب النفسي والداروينية الاجتماعية على أن الميول الإجرامية وراثية، وأن الشخص "المولد مجرمًا" يمكن التعرف عليه من خلال تحديد العيوب الجسدية (الخلقية)، مما يؤكد تصنيفه على أنه وحشي أو رجعي.

## النشأة
ولد سيزار لمبروزو في مدينة فيرونا الواقعة شمال إيطاليا، منحدرا من عائلة ثرية يهودية الأصل, دخل لومبروزو كلية الطب في جامعة بافيا الإيطالية وتخرج منها عام 1858, ظهر اهتمام لومبروزو بالمجرم الرجعي أو المجرم المولود منذ سن مبكر ففي شبابه كان يجوب ريف لومبارديا لكي يرى الفقراء والمهمشين وحتى المجانين حتى يتعرف على هيئتهم وكان يقوم بتعليق منشورات في بعض القرى كي يلتقي القرويين المريضين بداء البلاجرا وهو داء ناتج عن سوء التغذية، من هنا كانت نقطة تركيز لومبروزو الأولى حيث كان يعتقد أن الإنسان ذو البنية الضعيفه أو غير النامية بشكل صحيح قد تؤدي إلى اختلاف بينه وبين الشخص الطبيعي. في عام 1859 انضم لومبروزو إلى الفريق الطبي العسكري الإيطالي، وفي تلك الفترة كان هناك حملة في إيطاليا لمكافحة اللصوصية وتمت دعوته في تلك الفترة إلى إقليم كالابريا وهناك درس لكنة أهل المقاطعة وعادتهم وفكرهم.

## الإهتمام بالمجرمين
ظهر اهتمام لمبروزو بالمجرمين عام 1864 ما أثار اهتمامه هو الوشم الموجود على أجسام بعض الجنود ومدى الفحش الذي تمثله بعض هذه الوشوم وحاول الربط بين الجنود المجرمين أو الغير صادقين والوشم على أجسادهم.
أدرك لومبروزو أن الوشم وحده لا يكفي لفهم الطبيعة الإجرامية، وأنه لا بد من تحديد سمات الشخص غير الطبيعي والمجرم والمجنون باستخدام طرق تجريبيه مبنية على العلم الوضعي.وفي 1866 عُيِّن محاضرا زائرا في جامعة بافيا. وفي 10 أبريل 1870 تزوج من نينا دي بنيديتي  وأنجب منها خمسة أطفال، بما فيهم جينا المولودة الثانية التي كتبت السيرة الذاتية لوالدها. في عام 1871، أصبح مدير المركز لجوء بيزارو، وكانت تجربة مهمة لصقل مهارته وقدرته العملية، خلال تلك الفترة وضع لومبروزر الاقتراح الذي عرضه على السلطات الوزارية وهو إنشاء مركز لجوء للأفراد المختلين عقليا المرتكبين جرائم خطيرة والأفراد المختلين عقليا الخطريين على المجتمع. وفي السنة التالية عاد إلى مدينة بافيا وبدأ دراسات من شأنها أن تؤدي إلى نظرية الرجل المجرم.

## لومبروزو وتطور نظرية الرجل المجرم

### النسخة الأولى من النظرية
الربط بين المجرم والتخلف العضوي أو الخلقي

### النسخة الثانية من النظرية
في عام 1878 ظهرت النسخة الثانية من نظرية الرجل المجرم وقد أُثير العديد من الاعتراضات على نظريته، التي حسب بعض النقاد تهمل عوامل تأثير البيئة والجانب النفسي في تطور السلوك الأجرامي. الطبعة الجديدة من نظرية الرجل المجرم مع دراسات حول معنى الوشم على الجسم والتي سبق أن تناولها في دراسته على الجنود والسجناء، وفيها لاحظ لومبروزو أن السجناء على أجسادهم وشوم ذات دلالات غير أخلاقية بشكل كبير جدا عن بقية السكان. أيضا في هذه الطبعة من النظرية درس لومبروزو أيضا لهجة المجرمين والانتحار والدعارة بينهم. وفيها حلل ظاهرة الجريمة على أساس العمر والجنس والمناخ والغذاء والفقر.

### النسخة الثالثة من النظرية
في عام 1884 ظهرت النسخة الثالثة من نظرية الرجل المجرم وفيها عاد لم لومبروزو إلى الجنون الأخلاقي الذي كان قد طرحه في وقت سابق في مؤلفاته أن المجرم الرجعي (الهمجي، البدائي) مصاب بالجنون الأخلاقي والذي يعود به إلى أصله البدائي مجردا المجرم من الشعور الأخلاقي.

### النسخة الرابعة من النظرية
بعد ذلك تعرض لومبروزو إلى عديد من الانتقادات الواسعة التي تلقاها من جهات مختلفة كالسياسيين وعلماء الاجتماع، أخرج لومبروزو الطبعة الرابعة من نظرية الرجل المجرم عام 1889، وفيها أضاف المجرم السياسي لنظريته، أدرك لومبروزو صعوبة إدراج المجرم السياسي على أنه شخص جسمانيا مختلف عن الشخص الطبيعي وهو ما يدفعه لارتكاب السلوك الإجرامي. فسّر لومبروزو أن المجرم السياسي هو مجرم من الناحية القانونية فقط وليس من الناحية الأخلاقية والاجتماعية وهو شخص شهد التطور الإنساني ولكنه في نفس الوقت يمارس العصيان وهي ظاهرة جديرة بالدراسة.

### النسخة الخامسة من النظرية
عام 1897، نشرت الطبعة الخامسة من نظرية الرجل المجرم في أربعة مجلدات، واحدة منها تتضمن الكثير من الإيضاحات. وفيها يدرس السمات الإجرامية بالتفصيل ويقصي صفات أنواع مختلفة من المجرمين مبنية على حسب اختلاف خصائصهم عن الشخص الطبيعي ووفقا للطبقة التي ينتمون إليها. صنّف لومبروزو المجانين أخلاقيا والمجانين عقليا والمجرمين المولودين في نفس الفئة. وفي هذه المرحلة من الدراسات أقر لومبروزو أن أسباب الجريمة ليست حصر على العلامات البيولوجية وإنما تشمل تأثير المناخ والطقس، والمنطقة الجغرافية والتلوث. وفيما يتعلق بالجريمة النسائية والبغاء استنتج أنه لا توجد دلالات جسمانية فارقة على النساء لهذه الجريمية والتفسير الوحيد لهذه الظاهرة أنها سلوك منحرف تقوم به بعضهن. وأخيرا بالنسبة للجريمة السياسية استبعدها من قائمة الجرائم الناجمة عن العيوب المتصلة، وقد صنفها بأنها «جريمة عاطفية».

## تلخيص لعمل واستنتاجات لومبروزو
أجرى (لومبروزو) مجموعة من الفحوص والدراسات على بعض المجرمين الأحياء والأموات بهدف الوصول إلى نتائج وأدلة تسمح له التمييز بين المجرم والأنسان السوي وقد أجريت أبحاثه على 383 جمجمة لمجرمين موتى وحوالي 5907 مجرم على قيد الحياة وكان المنهج المستخدما لتجاربه المنهج التجريبي. استنتج لومبروزو أن المجرم إنسان بدائي يتميز بملامح خاصة توفرت فيه عن طريق الوراثة، وأنه مطبوع على الإجرام ومما أكد فكرة (الإنسان المجرم) عند لومبروزو أنه عندما قام بتشريح جثث المجرمين وجد فراغا في مؤخرة الجبهة يشبه الذي يوجد عند القردة، مما حدا به إلي القول بأن المجرم إنسان بدائي والعديد من النقاد يعتبرون ذلك تأثرا واضحا بنظرية التطور (التطورية) التي وضعها داروين. مما أقنع لومبروزو بأفكاره هو ملاحظاته في أثناء عمله في الجيش الإيطالي أن الجنود المشاكسين ينفردون بخصائص غير موجودة في غيرهم من الجنود الطبيعين الهادئين، فقد كان هؤلاء المشاكسون يعتادون وشم أجزاء من أجسامهم بصور مخلة للأدب، وكتابات ماجنة، وعند تشريح جثث بعض المتوفين منهم لاحظ وجود عيوب في التكوين الجسماني لهم.
ومما أشار إليه (لومبروزو) أيضاً أن السبب الأساسي للسلوك الإجرامي إنما يرجع إلى ما أسماه (بالاندفاع الخلقي) الذي يكون متأصلاً في تكوني المجرمين فيولدون به، وبالتالي يصعب على الظروف البيئية مهما كانت أن تغير من هذا القدر الذي لاخلاص منه.
.
قد وجد لومبروزو مجموعة من الصفات تشبه صفات الحيوانات البدائية والتي تعود للإنسان غير المتطور، وقال بأن توفر خمس صفات أو أكثر من هذه السمات الجسدية يجعل الفرد خاصعا للنمط الإجرامي التام، وإذا توفر لديه ثلاث صفات يكون من النمط الإجرامي الناقص، وإذا قلّت هذه الصفات عن ثلاث فليس من الضروري اعتباره مجرما. وهذه الصفات لا تكون سببا في الجريمة بقدر ما تعني ارتداد صاحبها إلى النمط المتوحش البدائي، هذه الصفات عددها (21) صفه هي:
- 1. طول أو قصر غير اعتيادي.
- 2. رأس صغير ووجه كبير.
- 3. جبهة صغيرة ومنحدرة.
- 4. خط شعر متراجع.
- 5. بثور في الجبهة والوجه.
- 6. وجه وعر أو عميق التجاويف.
- 7. آذان كبيرة ناتئة.

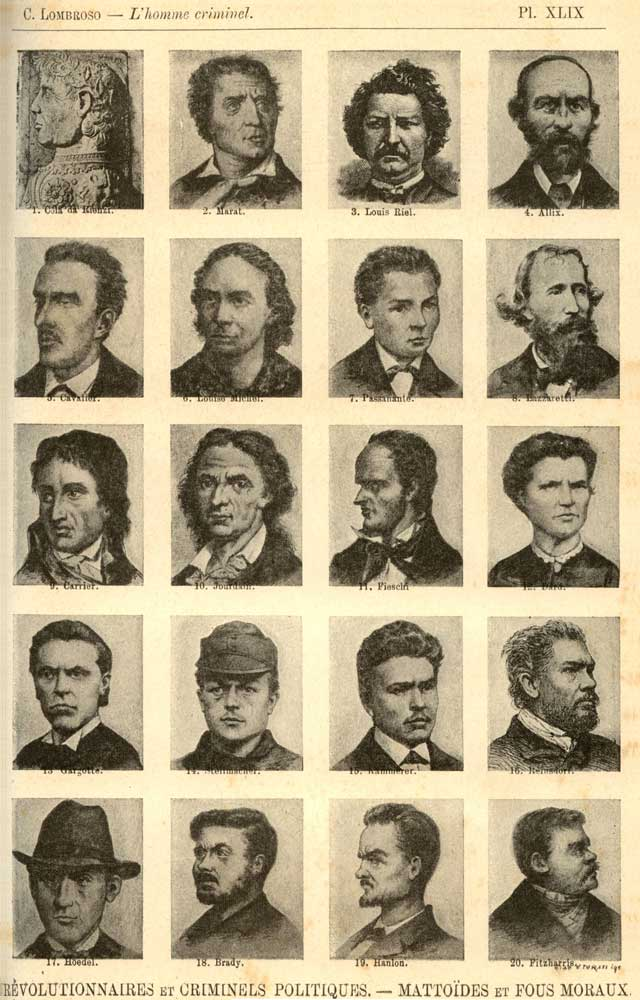
أمثلة على فسيلوجيا المجرمين بواسطة لومبروزو

- 8. ضربات على الرأس، وبالأخص في المنطقة المهلكة الواقعة فوق الأذن اليسرى.
- 9. ضربات في مؤخرة الرأس وحول الأذن.
- 10. عظام جبهة عالية.
- 11. حواجب غزيرة تميل للالتقاء فوق الأنف.
- 12. محاجر واسعة وعيون غائرة.
- 13. أنف شبيه بالمنقار، أو أنف مسطح.
- 14. خط فك حاد.
- 15. شفاه ممتلئة، مع كون الشفة العليا أنحف.
- 16. أسنان قواطع كبيرة، وأسنان غير اعتيادية.
- 17. ذقن صغير أو نحيف.
- 18- أكتاف منحدرة مع صدر واسع.
- 19. أذرع طويلة.
- 20. أصابع مستدقة أو فطسة.
- 21. وشم على الجسد.

وبالإضافة إلى تلك الصفات العامة وقف لومبروزو على بعض الملامح العضوية التي تميز بين المجرمين. فالمجرم القاتل يتميز بضيق الجبهة، وبالنظرة العابسة الباردة، وطول الفكين وبروز الوجنتين، بينما يتميز المجرم السارق بحركة غير عادية لعينيه، وصغر غير عادي لحجمهما مع انخفاض الحاجبين وكثافة شعرهما وضخامة الأنف وغالباً ما يكون أشولا. بالإضافة لتأثره الكبير بداروين والنظرية التطورية، يبدو لومبروزو أنه قد تأثر بالمدرسة الوضعية الفرنسية والمادية الألمانية وطبيب النفس الفرنسي بفيدكت موريلو عالم التشريح المقارن بارتولو ميوبانيزا، والباثولوجي السويسري كارل بوكيتانسكي].
في آخر أبحاثه قام لومبروزو لتحديد أنواع المجرمين وقسّمهم إلى فئات مختلفه وذلك للإنتقادات الشديدة التي تعرض لها في كيفية تحديد المجرم. هذه التقسيمات هي:
- 1 ـ المجرم المطبوع أو المجرم بالفطرة.
- 2 ـ المجرم المجنون والصرعى.
- 3 ـ المجرم السياسي.
- 4 ـ المجرم السيكوباتي.
- 5 ـ المجرم بالصدفة.
- 6 ـ المجرم المعتاد.
- 7 ـ المجرم العاطفي.

## الإنتقادات التي طالت نظرية «الرجل المجرم»
تعرضت أفكار ونظريات سيزار لومبروزو إلى الكثير من الأنتقادات للعديد من الأسباب لعل أهمها
- 1- إن الحالات التي ركز لومبروزو جهوده عليها في تجاربه لم يكن اصحابها من الكثرة بحيث يمكن استخلاص قانون عام يمكن تعميمه وتطبيقه على جميع الحالات الإجرامية، وهذا من الأخطاء التي وقع فيها لومبروزو في صياغة نظريته.
- 2- تركيزه على الجانب العضوي والمبالغة فيه كعامل للسلوك الإجرامي، واهماله بل انكاره تأثير العوامل الأخرى مادية، ثقافية، بيئية، واجتماعية، في فهم سلوك المجرم.
- 3- اعتبار بعض المظاهر التي يحدثها أي إنسان فضلاً عن الإنسان المجرم علامة على كون محدثها مجرماً، وذلك من قبيل إحداث الوشم وتحمل الألم لأجله، فهذا دليل - حسب قول لومبروزو - على عدم الإحساس بالألم، وبالتالي فإن عدم الإحساس بالألم من صفات المجرمين. وأيضا استخدام اليد اليسرى علامة على السلوك الإجرامي.

لقد اسس لومبروزو نظريته التكوينية على مسلمة حتمية السلوك الإجرامي وان معالجة ذلك الانحراف لا يتم بالعقاب لان مرتكبها يفتقد لحرية الاختيار وانما يتم مواجهة المجرم بالتدابير الاحترازية التي لا تكتسي طابع اللوم الاخلاقي ولا الإيلام ويتم ذلك بطريقتين :
شل عوامل السلوك الإجرامي للمجرم
أو باستئصال المجرم إذا ما ثبت ان خطورته الإجرامية موجودة فيه منذ الميلاد - انظر كتاب الياس-
بالرغم من الانتقادات الكثيرة التي وجهت لنظرية لومبروزو يظل هو المؤسس الأول لعلم الانتروبولوجيا الجنائية أو الإنسان المجرم كعلم مستقل تجاه العلوم الاجتماعية. أما نظريته البيولوجية في عوامل تكوين الظاهرة الإجرامية فهي أول دراسة استخدمت المنهج العلمي في تفسير الظاهرة الإجرامية.

## لومبروزو وكاشف الكذب
أول من استخدم جهاز كشف الكذب هو العالم تشيزاري لومبروزو عام 1895 م وتقوم فكرة هذا الجهاز علي تسجيل التغيرات التي تطرأ على أجهزة الجسم إذا ما عمد الإنسان إلى الكذب مثل التغيير في سرعة نبضات القلب واختلاف سرعة التنفس وضغط الدم

## وفاته
توفي تشيزاري لومبروزو 19 أكتوبر 1909 في منزله في مدينة تورينو بسبب الذبحة صدرية. وأعرب في وصيته عن رغبته في تشريح جثته في معهد الطب الشرعي في تورينو .

## روابط خارجية
- تشيزري لومبروزو على موقع الموسوعة البريطانية (الإنجليزية)